# Подкогильйо

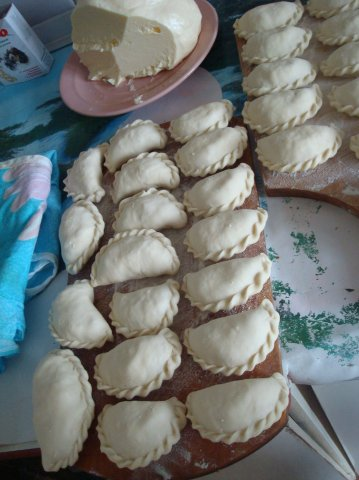
Подкогильйо

Подко́гильйо (лукомар. подкогыльо, гірськомар. падкагыль) — марійська національна страва з пшеничного тіста, розкачаного в тонкий шар, з якого нарізують особливої форми шматки у вигляді вузького півмісяця; в них кладуть начинку з сирого рубленого м'яса заячатини з свининою або з м'яса борсука, сильно присмачене цибулею, а іноді пшоняною або перловою кашею, сиром або картоплею. Краї тіста защипують, кладуть в киплячу воду і коли вони спливуть — виймають.
З подкогильйо подібні страви інших фінно-угорських кухонь естонські картуліпорсс,  комі і удмуртські пельнянь, а також безліч страв традиційної китайської кухні і похідних від них у східній та європейської кухнях. Основна відмінність цих страв в начинках і зовнішній формі страви.

## Види подкогильйо
- Шил подкогильйо — з м'ясом.
- Тувиртиш подкогильйо — з сиром і картоплею.
- Торик подкогильйо — з сиром.

## Сервірування
Подкогильйо подаються гарячими з вершковим маслом, сметаною або кислим молоком.

## Етимологія
Назва страви «подкогильйо» має давнє загальнофінно-угорське походження: «під, пад» — котел, «когильйо, кагиль» — пиріг (пор. ест. kukkel — булочка, пампушка) .